# Orchis purpurea
Orchis  purpurea  es una especie de hábito terrestre de la familia de las orquídeas que se distribuye por Europa mediterránea, y noroeste de África. 

## Descripción

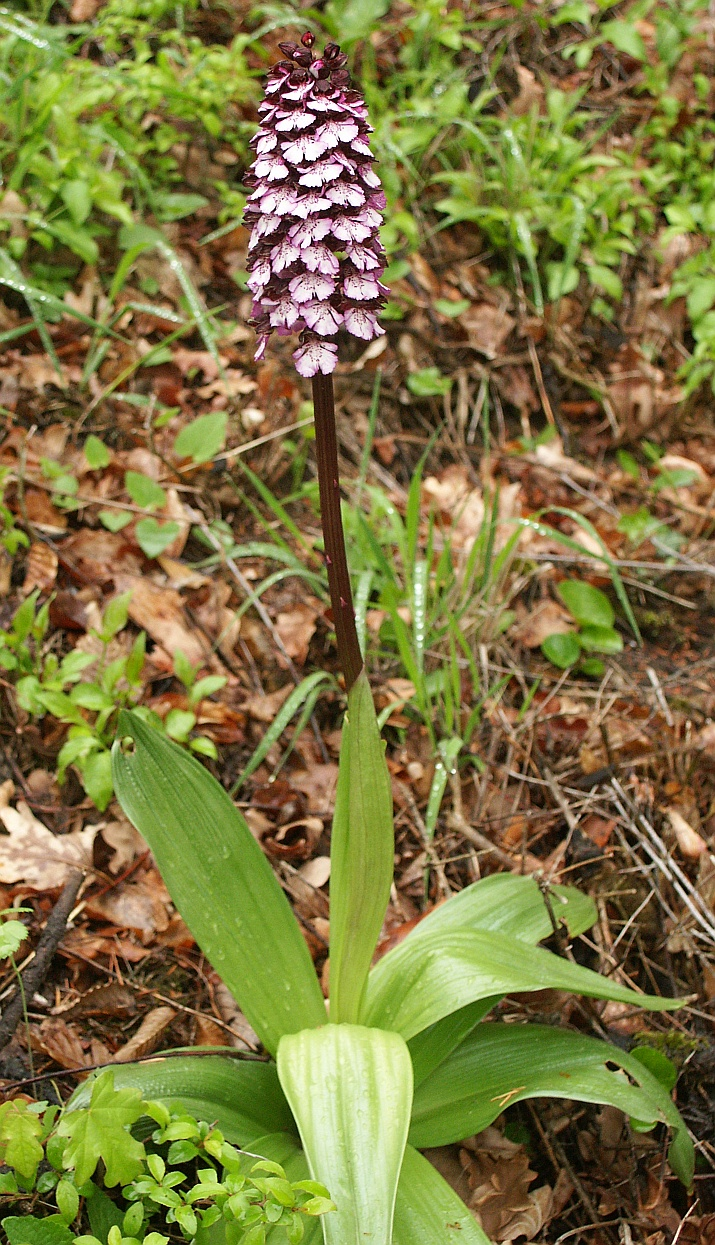
Orchis purpurea
planta.

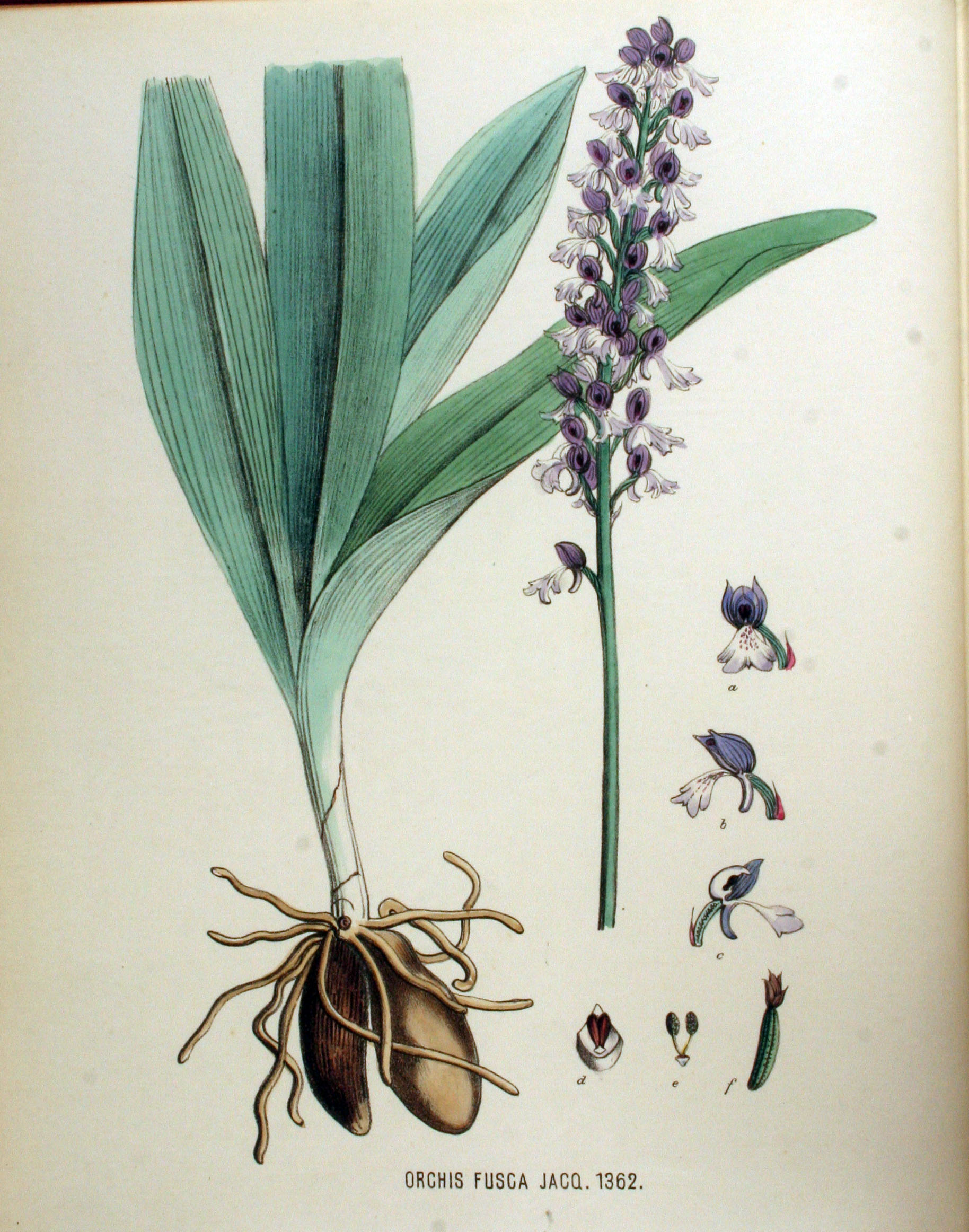
Ilustración

Las hojas son oblongas con una longitud de 8 centímetros, generalmente con manchas más o menos uniformes de color purpureo marrón oscuro. También presenta brácteas foliares (entre tres y cuatro) que envuelven el tallo en la mayor parte de su longitud. Las hojas  crecen desde los nódulos subterráneos que tienen un tamaño máximo de 6 cm y son elipsoides.
El tallo de la inflorescencia que es erecta en espiga con forma oblonga, sale de la roseta basal de 5 a 10 hojas oblongo lanceoladas que a veces están moteadas de puntos púrpura marronáceos. El  tallo de 7,5 a 12,5 cm de longitud.

Presenta una  floración en forma oblonga con flores pequeñas (8 a 18) . Los tres sépalos son iguales en tamaño de color púrpura oscuro con rayas dispersas de púrpura más claro casi blanco convergentes hacia el ápice. Los sépalos están solapados por los lados, formando una gorra ligeramente abombada en el centro que cubre la columna.

El labelo sobresale debajo del casco 3/4 partes es de color púrpureo blanquecino. El labelo de forma trapezoidal presenta tres lóbulos. El central presenta una indentación no muy profunda en el ápice que lo divide a su vez en dos lóbulos, estando todo el borde festoneado  y de color púrpura más intenso. El lóbulo central es notoriamente más grande y más ancho que los dos lóbulos que hay uno a cada lado que están ligeramente arqueados hacia afuera y hacia arriba. Todo el labelo está manchado de motas de color púrpura intenso. Tiene además dos pétalos muy reducidos que no se aprecian y están dentro de la flor.

Florece desde marzo hasta junio. El color puede variar desde blanquecino a diferentes tonos de rosa y púrpura.

## Hábitat
Se desarrolla en prados y terrenos de tendencia ácida, a la luz solar directa o media sombra. Se distribuye en el Mediterráneo  y noroeste de África.

## Taxonomía
Orchis purpurea fue descrita por William Hudson  y publicado en Flora Anglica 334. 1761.
Etimología
Estas  orquídeas reciben su nombre del griego όρχις "orchis", que significa testículo, por la apariencia de los tubérculos subterráneos en algunas especies terrestres. La palabra 'orchis' la usó por primera vez  Teofrasto (371/372 - 287/286 a. C.), en su libro  "De historia plantarum" (La historia natural de las plantas). Fue discípulo de Aristóteles y está considerado como el padre de la Botánica y de la Ecología.
purpurea: epíteto latino que significa de color púrpura, que se refiere a la coloración púrpura de la flor.
Híbridos en la Naturaleza con Orchis purpurea

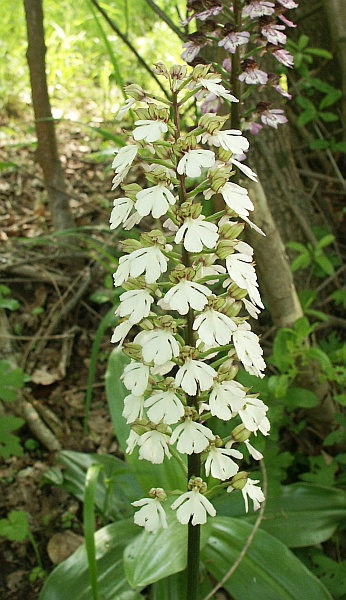
Orchis purpurea var. alba
planta.

- Orchis × hybrida (Orchis militaris × Orchis purpurea)

Sinonimia
Orchis fuscata Pall. 1773

Orchis fusca Jacq. 1776

Orchis moravica Jacq. 1785

Orchis militaris Hornem. 1806

Strateuma grandis Salisb. 1812

Orchis maxima K.Koch 1846

Orchis caucasica Regel 1868

Orchis lokiana H.Baumann  1982

## Nombre común
- Castellano: orquídea de dama, orquídea de la dama, zapatitos de la Virgen.[2]